# Entitat financera
Una entitat financera és una institució que proveeix serveis financers als seus clients. Un dels serveis més importants és el d'actuar com a intermediari financer. La majoria de les institucions financeres estan fortament regulades pels govern estatals, a través dels bancs centrals, i per sobre d'aquests existeix a Europa el Banc Central Europeu que regula la política monetària.
En termes generals, hi ha tres tipus principals d'institucions financeres:
- Entitats de crèdit. Són institucions de dipòsit que accepten i gestionen dipòsits i concedeixen préstecs. Inclou bancs, caixes d'estalvis i cooperatives de crèdit, algunes de les quals també s'anomenen caixes rurals.
- Companyies d'assegurances i fons de pensions.
- Corredors, asseguradors i fons d'inversió.